# Torquispa vittigera
Torquispa vittigera es una especie de insecto coleóptero de la familia Chrysomelidae.
Fue descrita científicamente en 1954 por Uhmann.